# Cratere Cay
Cay è un cratere presente sulla superficie di Tritone, il principale satellite di Nettuno; il suo nome deriva da quello di Cay, una divinità Maya.